# Coleophora armeniae
Coleophora armeniae is een vlinder uit de familie kokermotten (Coleophoridae). De wetenschappelijke naam is voor het eerst geldig gepubliceerd in 1991 door Baldizzone & Patzak.
De soort komt voor in Europa.